# 브란덴부르크주
브란덴부르크주(독일어: Brandenburg, 고지 소르브어: Braniborska, 저지 소르브어: Kraj Bramborska)는 독일 동부에 위치한 주이다. 1990년 독일의 재통일(동서독 통일) 이후 다시 만들어진 주이다. 주도는 포츠담이다. 독일의 수도인 베를린을 완전히 둘러싸고 있다.
북쪽으로는 메클렌부르크포어포메른주, 북서쪽으로는 니더작센주, 서쪽으로는 작센안할트주, 남쪽으로는 작센주와 접하며 동쪽으로는 폴란드와 국경을 접한다.
역사적으로 이 지방은 본래 브란덴부르크 변경령으로 후에 프로이센 왕국에 속하게 되었다. 제2차 세계대전 이후 오데르-나이세선이 책정됨에 따라 역사적인 브란덴부르크 주 영토의 1/3(오데르강 너머에 있는 지역: 노이마르크)이 폴란드로 넘어가게 되었다. 이 지방의 이름은 도시 이름인 브란덴부르크안데어하펠에서 유래된 이름이다.

## 역사
중세 초기에는 슬라브인의 영역이 되었다가 12세기경의 독일인들의 동방식민운동으로 차츰 게르만화되었다. 1150년에 브란덴부르크 변경백령이 수립되었고, 중세 말기와 근대 초기에 브란덴부르크는 신성 로마 제국의 7선제후국 중 하나가 되었다. 1415년 호엔촐레른 가의 지배하에 들었는데, 이 가운데는 미래의 독일 수도인 베를린도 포함되어 있었다.
1701년 프로이센 왕국이 출범하자 브란덴부르크 주는 그 중심지가 되었다. 또한 1871년 독일 제국이 수립되자 독일 전체의 정치적 중심지가 되었으나, 1881년에 베를린이 분리되어 나갔다.
제2차 세계 대전 종전 이후에 오데르-나이세선이 책정됨에 따라 역사적인 브란덴부르크 주 영토의 1/3(오데르강 너머에 있는 지역: 노이마르크)이 폴란드령으로 넘어가게 되어 노이마르크 지방의 독일인은 강 서쪽으로 추방되었다. 독일 민주 공화국(동독)이 수립되자 1952년에 브란덴부르크 주는 해체되었다. 독일의 재통일 이후에 브란덴부르크 주는 다시 부활하여 현재에 이른다. 1996년에는 베를린과 브란덴부르크 주를 합병하려는 안이 주민투표에서 부결되었다.

## 행정 구역

### 군
군과 군청 소재지. 가운데 있는 공백지는 베를린이다. 오른쪽 지명은 군청 소재지.
1. 바르님군 (Landkreis Barnim) - 에베르스발데
2. 다메슈프레발트군 (Landkreis Dahme-Spreewald) - 뤼벤
3. 엘베엘스터군 (Landkreis Elbe-Elster) - 헤르츠베르크
4. 하벨란트군 (Landkreis Havelland) - 라테노프
5. 메르키슈오데를란트군 (Landkreis Märkisch-Oderland) - 젤로
6. 오버하펠군 (Landkreis Oberhavel) - 오라니엔부르크
7. 오버슈프레발트라우지츠군 (Landkreis Oberspreewald-Lausitz) - 젠프텐베르크
8. 오데르슈프레군 (Landkreis Oder-Spree) - 베스코프
9. 오스트프리그니츠루핀군 (Landkreis Ostprignitz-Ruppin) - 노이루핀
10. 포츠담미텔마르크군 (Landkreis Potsdam-Mittelmark) - 벨치히
11. 프리그니츠군 (Landkreis Prignitz) - 페를레베르크
12. 슈프레나이세군 (Landkreis Spree-Neiße) - 포르스트
13. 텔토프플레밍군 (Landkreis Teltow-Fläming) - 루켄발데
14. 우커마르크군 (Landkreis Uckermark) - 프렌츨라우

### 독립시
머릿기호는 자동차의 번호판에 쓰는 도시 약칭임.
- BRB: 브란덴부르크안데어하펠 (Brandenburg an der Havel)
- CB: 코트부스 (Cottbus)
- FF: 프랑크푸르트 (오데르) (Frankfurt (Oder))
- P: 포츠담 (Potsdam)

## 갤러리

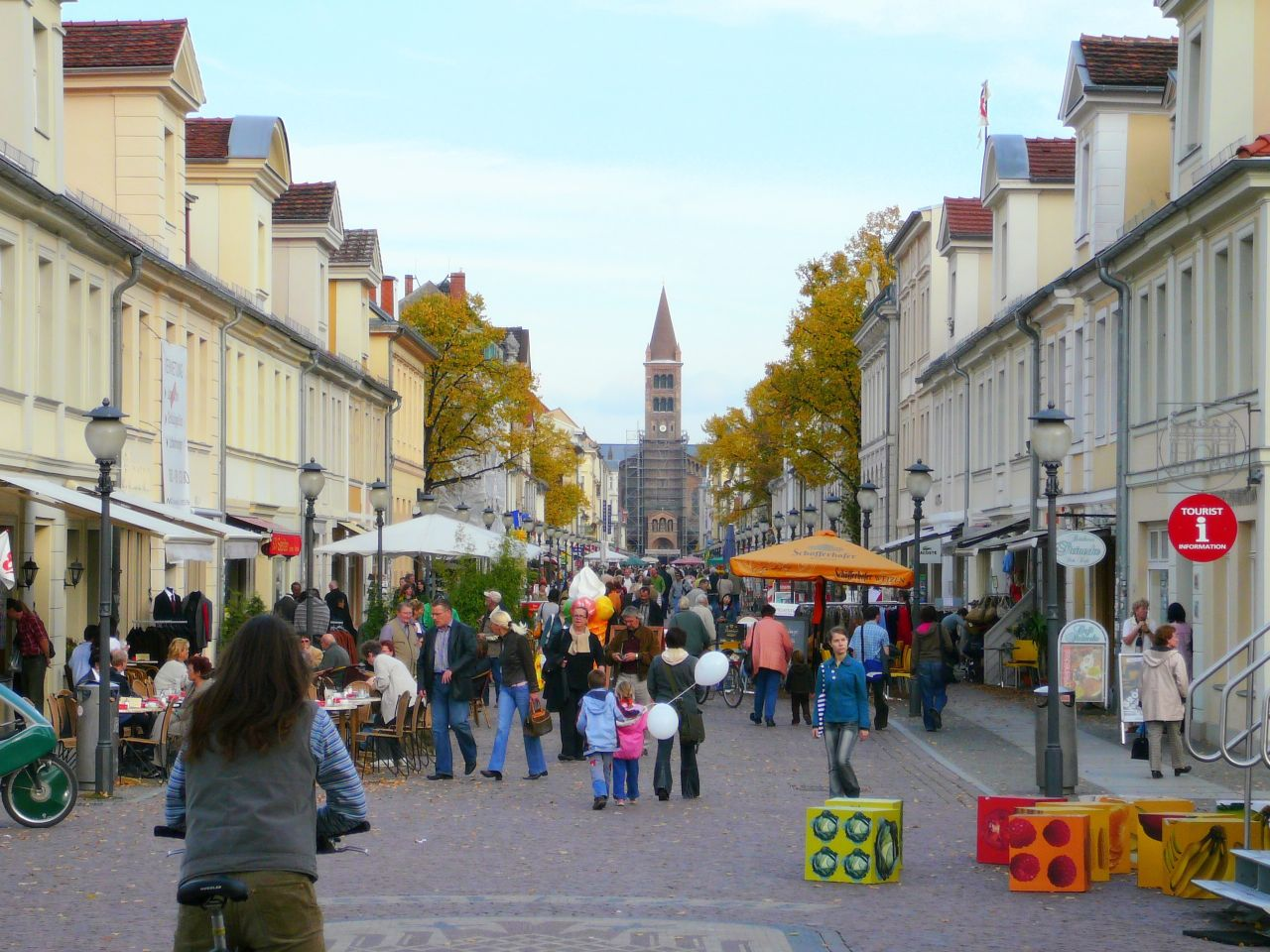
주도 포츠담
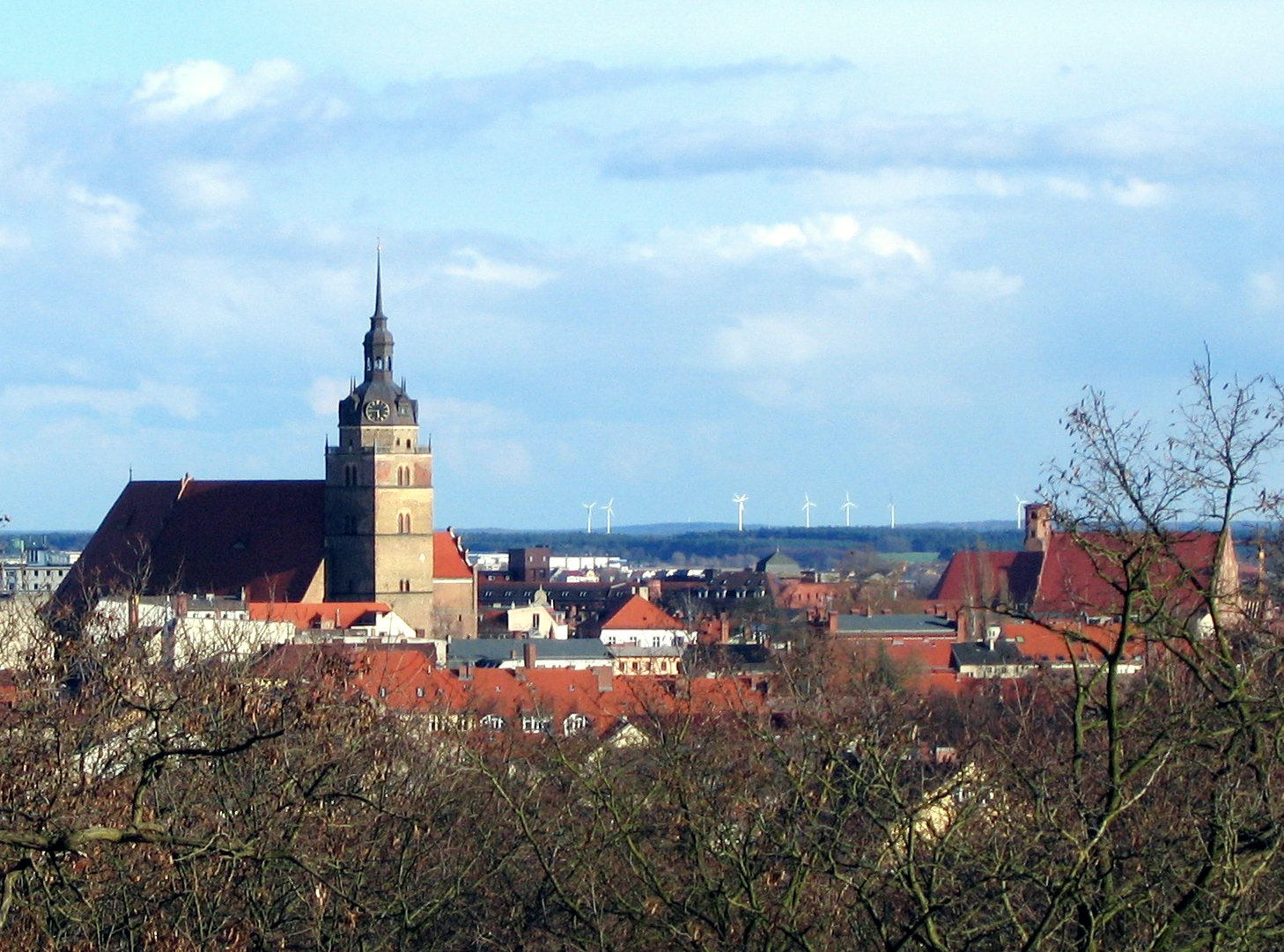
프랑크푸르트 안 데어 오데르
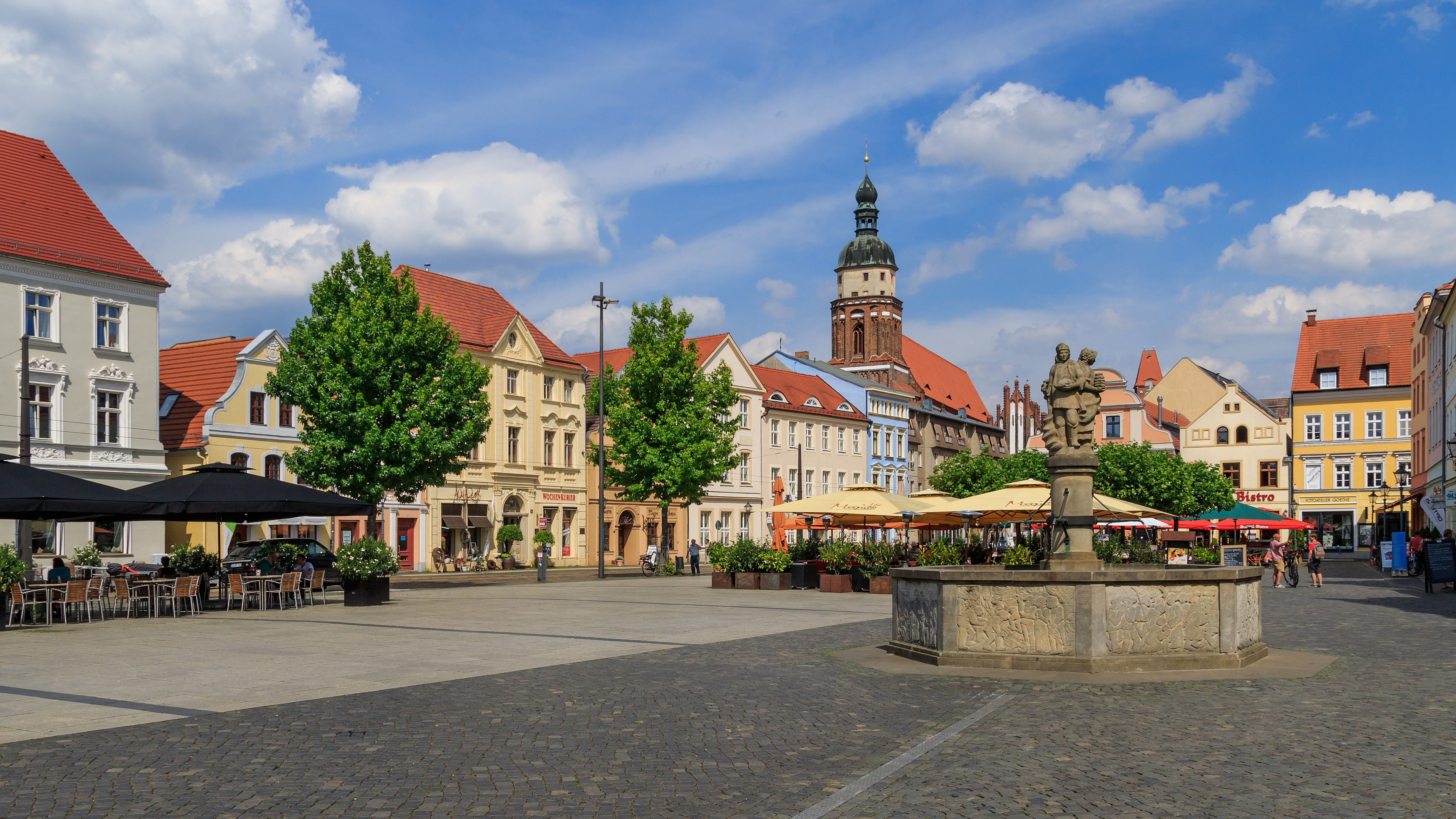
코트부스